# Port lotniczy Jieyang Chaoshan
Port lotniczy Jieyang Chaoshan (IATA: SWA, ICAO: ZGOW) – port lotniczy położony w Jieyangu, w prowincji Guangdong, w Chińskiej Republice Ludowej.

## Linie lotnicze i połączenia
| Linia Lotnicza            | Kierunek |
| ------------------------- | --- |
| 9 Air                     | 1. Guiyang |
| AirAsia                   | 1. Kota Kinabalu (od 16 listopada 2024) 2. Aasiaat |
| Air China                 | 1. Pekin 2. Chengdu-Tianfu 3. Hangzhou 4. Wuhan |
| Air Guilin                | 1. Guiyang 2. Haikou |
| Beijing Airlines          | 1. Pekin-Daxing |
| Beijing Capital Airlines  | 1. Lijiang 2. Nanning |
| Cambodia Airways          | 1. Phnom Penh |
| Chengdu Airlines          | 1. Chengdu-Tianfu 2. Dazhou 3. Shaoguan 4. Zunyi |
| China Eastern Airlines    | 1. Changsha 2. Chengdu-Tianfu 3. Hefei 4. Hengyang 5. Kunming 6. Liuzhou 7. Nankin 8. Ningbo 9. Qingdao 10. Szanghaj-Pudong 11. Taiyuan 12. Wenzhou 13. Wuxi 14. Xi’an |
| China Express Airlines    | 1. Chongqing 2. Shaoguan |
| China Southern Airlines   | 1. Bangkok-Suvarnabhumi 2. Pekin-Daxing 3. Changchun 4. Changsha 5. Changzhou 6. Chengdu-Tianfu 7. Chizhou 8. Chongqing 9. Dalian 10. Guangzhou 11. Guiyang 12. Haikou 13. Hangzhou 14. Hohhot 15. Huai’an 16. Jinan 17. Jinggangshan 18. Kunming 19. Lianyungang 20. Linyi 21. Luzhou 22. Nankin 23. Nanning 24. Nantong 25. Nanyang 26. Ningbo 27. Qingdao 28. Sanya 29. Szanghaj-Pudong 30. Taiyuan 31. Taizhou 32. Tiencin 33. Wuhan 34. Xuzhou 35. Yichang 36. Yiwu 37. Zhangjiajie 38. Zhengzhou 39. Zhoushan |
| China United Airlines     | 1. Pekin-Daxing |
| Chongqing Airlines        | 1. Chongqing |
| Colorful Guizhou Airlines | 1. Guiyang |
| GX Airlines               | 1. Fuyang 2. Huangshan |
| Hainan Airlines           | 1. Haikou |
| Lucky Air                 | 1. Kunming |
| Okay Airways              | 1. Changsha |
| OTT Airlines              | 1. Guilin 2. Szanghaj-Pudong 3. Zhanjiang |
| Ruili Airlines            | 1. Nanning 2. Xishuangbanna |
| Shanghai Airlines         | 1. Changchun 2. Kunming 3. Nankin 4. Szanghaj-Hongqiao 5. Zhoushan |
| Sichuan Airlines          | 1. Chengdu-Shuangliu 2. Chengdu-Tianfu 3. Chongqing 4. Kunming 5. Tongren 6. Urumczi 7. Xingyi 8. Yibin |
| Spring Airlines           | 1. Bangkok-Don Muang 2. Changchun 3. Changsha 4. Dalian 5. Hangzhou 6. Harbin 7. Hefei 8. Lanzhou 9. Mohe 10. Nanchang 11. Nankin 12. Ningbo 13. Szanghaj-Hongqiao 14. Szanghaj-Pudong 15. Shenyang 16. Shijiazhuang 17. Singapur 18. Xi’an 19. Yangzhou 20. Yinchuan 21. Zhanjiang |
| Thai AirAsia              | 1. Bangkok-Don Muang |
| Tianjin Airlines          | 1. Guiyang 2. Haikou 3. Mianyang |
| West Air                  | 1. Chongqing 2. Shangrao 3. Zhengzhou |